# Rispain Camp
Rispain Camp is een versterkte nederzetting uit de ijzertijd, gelegen 1,6 kilometer ten westen van Whithorn in Wigtownshire in de Schotse regio Dumfries and Galloway.

## Periode
Uit archeologische opgravingen in de periode 1978-1981 door G. Haggarty bleek op basis van drie C14-dateringen dat Rispain Camp gebouwd werd en bewoond was in de periode 100 v.Chr. - 200 n. Chr.. De vroegste datum gemeten was 60 v.Chr.

## Beschrijving
Rispain Camp bestaat in de 21e eeuw uit twee brede aarden omwallingen die worden gescheiden door een greppel van 5,8 meter diep. De omwallingen omsluiten een rechthoekig stuk land van 0,35 hectare.
De toegang bevond zich aan de noordoostzijde, lager op de helling, waar een brede weg door de verdedigingswerken liep. Er was een houten poort en een houten palissade die zich op de opgeworpen aarden verschansing bevond.
Binnen de aarden omwalling bevond zich in de noordwestelijke hoek op zijn minst één houten roundhouse van 13,5 meter in diameter. Waarschijnlijk stonden er meer grote roundhouses binnen de omwalling.
Voor de opgravingen van 1979 dacht men dat Rispain Camp een Romeins militair kampement of een middeleeuwse nederzetting was.

## Vondsten
In 1877 werd tijdens drainagewerkzaamheden een ronde koperen plaat gevonden ter grootte van een soepbord met een gewicht van circa vijf kilogram. In 1911 werd een bijl uit de bronstijd gevonden. In 1966 werden bij opgravingen een stenen ring en een schedel gevonden. Bij de eerder genoemde opgravingen in de periode 1979-1981 werden verbrande resten van zaden gevonden, dierlijke botten, gecremeerde menselijke botten en houtskool.

## Beheer
Rispain Camp wordt net als het nabijgelegen Barsalloch Fort beheerd door Historic Scotland.